# Ninoy Aquino-dagen
Ninoy Aquino-dagen är en nationell helgdag i Filippinerna som träffar in årligen den 21 augusti. Helgdagen är en åminnelse av mordet av den förre senaten Benigno "Ninoy" Aquino, Jr. 1983. Aquino var make till Corazon Aquino, som senare blev Filippinernas president, och de två betraktas som demokratiska hjältar. Mordet på honom ledde till att Ferdinand Marcos regim föll den 25 februari 1986, genom en revolution. 

## Bakgrund
Aquino var en välkänd oppositionell och kritiker av den dåvarande presidenten Ferdinand Marcos. 